# مقالة قصيرة
في الرواية، النص المسرحي، النص السينمائي، الرسم التخطيطي، والشعر المقالة القصيرة (بالإنجليزية: Vignette)‏ هي مشهدٌ انطباعي يركّزُ على لحظة واحدة أو شخصية واحدة وتمنح انطباعًا حادًا عبر تلك الشخصية، الفكرة، الإعداد و/أو الموضوع.
عادةً ما تكونُ المقالة القصيرة رسالةً مصوّرة قصيرة تقوم باستحضار المغزى من خلال التشبيه أفضل من استحضاره من الحِبكة في الرواية. يُمكن أيضًا للمدونة أو للبرامج التي تبث عبر الويب التزويد بنماذج المقالة القصيرة أو يمكن عرضها كمجموعات من مقالات قصيرة. ومثالاً على ذلك؛ قدمت سلسلة ويب بعنوان صيانة عالية (بالإنجليزية: High Maintenance)‏ مجموعة مختلفة من الشخصيات وركّزت بشدّة في كل مجموعة على سمات الشخصيات وأفكارهم وعوالمهم.
تُعتبر المقالات القصيرة مؤثرة نوعًا ما؛ حيث أثرت بل غيّرت في مفاهيمِ عددٍ من المشاهد كما حصلَ في المسرح ما بعد الحداثة. هناكَ «تشديد أقل» حينما يتعلَّق الأمر بالمقالة القصيرة من ناحية الالتزام باتفاقيات البنية التقليدية وتطوّر القصة.

## تاريخ الاصطلاح
خلال القرن التاسع عشر تم العثور على مقالات قصيرة في الصحف واستخدمت كأوصاف موجزة وواضحة لموضوع المقالة الإخبارية ووفقًا لنورمان سيمز (2007) ، فإن هذه الرسومات القصيرة(السكيتشات) "زودت الكتاب بشيء غالبًا ما نفتقده اليوم وهو فرصة الكتابة عن الحياة العادية بما يمكن تسميته باستخدام الخيال في الصحافة حيث زودت هذه الرسوم القصيرة الكتاب بإحساس بالحرية التخيلية ، وساهمت الحركة الفيكتورية في مزج الحياة الواقعية و الفن من خلال المزج بين الحقيقة والخيال.يمكن للصحفيين استخدام كتاباتهم لاستكشاف شكوكهم وتكهناتهم حول هذا الموضوع.